# Élections législatives vancouveroises de 1863
Les élections législatives vancouveroises de 1863 se sont déroulées en 1863 dans la colonie de l'Île de Vancouver afin d'élire les députés de la 3e législature de l'Assemblée législative. 

## Contexte
Il s'agit des dernières élections de la colonie avant son unification avec la Colombie-Britannique.

## Résultats

### Résultats par district électoral
- Ville de Victoria : William Alexander George Young
- Ville de Victoria : Amor De Cosmos
- Ville de Victoria : Israel Wood Powell
- Ville de Victoria : Joseph Charles Ridge
- District de Victoria : Edward Henry Jackson
- District de Victoria : William Fraser Tolmie
- District de Victoria : James Trimble
- Esquimalt : George Foster Foster
- Esquimalt et Metchosin : John Sebastian Helmcken
- Esquimalt et Metchosin : Robert Burnaby
- Lake : James Duncan
- Sooke : James Carswell
- Saanich : Charles Street
- Saltspring et Chemainus : John Trevasso Pidwell
- Nanaimo : Charles Alfred Bayley

## Sources
- (en) Cet article est partiellement ou en totalité issu de l’article de Wikipédia en anglais intitulé « 1863 Colony of Vancouver Island election » (voir la liste des auteurs).